# Water music
Water music is een compositie van Arnold Bax.
Bax componeerde het voor zijn ballet Tamara, dat op de plank bleef liggen. Slechts delen werden georkestreerd. Bax hergebruikte sommige delen later en deze muziek verscheen toen onder de titel Dance of the motherhood als onderdeel van The truth about the Russian dancers. Dat stuk was voor symfonieorkest, de oorspronkelijke muziek voor piano solo kreeg de titel Water music en werd pas in 1929 uitgegeven. Voor wat betreft toonkleuring heeft het werkje veel weg van de muziek van Claude Debussy.
Er zijn in 2017 zes opnamen verkrijgbaar:
- Uitgave Lyrita: Iris Loveridge (1985-1963)
- Uitgave Naxos: Ashley Wass in 2003
- Uitgave Chandos: Eric Parkin in 1985